# Nacyna (Rybnik)
Nacyna – część miasta Rybnika, położona w rejonie ulicy Rybackiej, nad Nacyną i Zbiornikiem Orzepowickim, na północny zachód od centrum Rybnika. 